# Lázaro Cárdenas (Zimapán)
Lázaro Cárdenas también conocido como Remedios, es una localidad de México localizada en el municipio de Zimapán en el estado de Hidalgo.

## Historia
Mediante el decreto número 337 del 1 de mayo de 1935, se reconoce el cambio de nombre de localidad de Lázaro Cárdenas a Remedios.

## Geografía
Se encuentra en la Sierra Gorda, le corresponden las coordenadas geográficas 20° 42’ 10.010” de latitud norte y 99° 20’ 33.897” de longitud oeste, con una altitud de 1819 m s. n. m. En cuanto a fisiografía se encuentra en la provincia del Eje Neovolcánico, dentro de la subprovincia de Llanuras y Sierras de Querétaro e Hidalgo; su terreno es de sierra. En lo que respecta a la hidrografía se encuentra posicionado en la región del Pánuco, dentro de la cuenca del río Moctezuma. Cuenta con un clima semiseco templado.

## Demografía
En 2020 registró una población de 1498 personas, lo que corresponde al 3.78 % de la población municipal. De los cuales 717 son hombres y 781 son mujeres.
| Gráfica de evolución demográfica de Lázaro Cárdenas entre 1900 y 2020 |
|                                                                       |
| Población registrada por los censos y conteos del INEGI.              |